# Сергей Есенин
Сергей Александрович Есенин (на руски: Сергей Александрович Есенин) е руски поет. Ранната смърт, неодобрението на част от литературния елит, популярността сред широката публика и ексцентричното поведение го превръщат в легендарна фигура в руската литература.

## Биография
Сергей Есенин е роден на 3 октомври (21 септември стар стил) 1895 г. в Константиново (днес Есенино), село в Рязанска област. Започва да пише от малък. През 1912 г. той се премества в Москва, където работи като коректор в печатница. Там се жени за колежката си Анна Изрядовна, от която има един син, умрял в трудов лагер през 1937 г. Известно време посещава Московския университет, но скоро го напуска.
През 1915 г. Есенин се премества в Санкт Петербург. Там се запознава с поетите Александър Блок, Сергей Городецки, Николай Клюев и Андрей Бели, които оказват влияние върху работите му и му помагат да започне литературната си кариера. През същата година издава първата си стихосбирка и скоро става един от най-популярните руски поети.
През 1916 г. Сергей Есенин е мобилизиран, но с излизането на Русия от Първата световна война е освободен от служба. През 1917 г. той се жени за актрисата Зинаида Райх, от която има дъщеря и син. Развеждат се през 1921 г. и по-късно Зинаида става актриса и съпруга на режисьора Всеволод Мейерхолд. През 1918 г. Есенин основава собствено издателство, наречено „Трудовая артель художников слова“.
През 1922 г. Есенин се жени за трети път за известната американска танцьорка Айседора Дънкан, с която пътува из Европа и Съединените щати. През този период алкохолизмът му се засилва и на следващата година двамата се разделят. След завръщането си в Русия през 1923 г. Есенин се влюбва в актрисата Августа Миклашевска, но чувствата му остават несподелени. По това време поетесата Надежда Волпин ражда от него син, Александър Есенин-Волпин, за когото поетът не научава никога.
Последните две години от живота си Есенин прекарва в постоянно пияно състояние, но тогава пише и някои от най-известните си стихотворения. В началото на 1925 г. се жени за четвърти път за София Толстая, внучка на Лев Толстой, но скоро се налага да бъде приет в болница. След изписването заминава за Санкт Петербург по Коледа. Отсяда в хотел „Англетер“ и там прерязва вените си, пише прощално стихотворение с кръвта си и го предава на приятел, който е бил с него в нощта преди края – Волф Ерлих. На следващия ден е намерен обесен. Според някои хипотези самоубийството му е инсценирано от тайната полиция.
Макар че е един от най-популярните поети в Русия и правителството му организира тържествено погребение, голяма част от произведенията на Есенин са забранени и са публикувани в Съветския съюз едва през 1966 г.

## Произведения

### Издадени приживе
1916
- Есенин С. А. Радуница. – Петроград: Издание М. В. Аверьянова, 1916. – 62 с.

1918
- Есенин С. А. Иисус-младенец. – П.: Сегодня, 1918. – 6 с.
- Есенин С. А. Голубень. – М.: Революционный социализм, 1918.
- Есенин С. А. Сельский часослов. – М.: Московская трудовая артель художников слова, 1918. – 28 с.
- Есенин С. А. Преображение. – М.: Московская трудовая артель художников слова, 1918. – 68 с.

1920
- Есенин С. А. Голубень. – 2-е изд. – М.: Московская трудовая артель художников слова, 1920
- Есенин С. А. Ключи Марии. – М.: Московская трудовая артель художников слова, 1920. – 42 с.
- Есенин С. А. Руссеянь. – М.: Альциона, 1920.
- Есенин С. А. Трерядница. – М.: Злак, 1920.
- Есенин С. А. Триптих. Поэмы. – Берлин: Скифы, 1920. – 30 с.
- Есенин С. А. Россия и Инония. – Берлин: Скифы, 1920. – ??? с.

1921
- Есенин С. А. Иисус-младенец. – Чита, 1921
- Есенин С. А. Исповедь хулигана. – М.,1921. – 14 с.
- Есенин С. А. Ржаные кони. – М.: Альциона, 1921.
- Есенин С. А. Преображение. – 2-е изд. – М.: Имажинисты, 1921
- Есенин С. А. Трерядница. – 2-е изд. – М.: Имажинисты, 1921
- Есенин С. А. Радуница. – 3-е изд. – М.: Имажинисты, 1921
- Есенин С. А. Пугачёв. – М.: Имажинисты, 1922. – 54 с. (год издания указан ошибочно)

1922
- Есенин С. А. Автобиография // Современное обозрение : Журнал нового типа (Литература – искусство – жизнь). – Петроград: Изд-во „Ars“. – 1922, ноябрь. – № 2. – С. ??? (Первая прижизненная публикация автобиографии Сергея Есенина в России).
- Есенин С. А. Пугачёв. – 2-е изд. – Петроград: Эльзевир, 1922. – 64 с.
- Есенин С. А. Пугачёв. – 3-е изд. – Берлин: Русское универсальное издательство, 1922
- Есенин С. А. Избранное. – М.: Госиздат, 1922. – 116 с.
- Есенин С. А. Собрание стихов и поэм. – Т. 1. – Берлин: Изд-во З. И. Гржебина, 1922. – 178 с. (Второй том не выходил.)
- Essenine, S. Confession d'un voyou (Есенин, С. Исповедь хулигана / вступ. Ф. Элленса; пер. М. Милославской и Ф. Элленса , Preface de F. Hellens, traduit du russe par М. Miloslawsky et F. Hellens, издательство J. Povolozky – 82 с.

1923
- Есенин С. А. Стихи скандалиста. – Берлин: Изд-во И. Т. Благова, 1923. – 232 с.

1924
- Есенин С. А. Москва кабацкая. – Л., 1924. – 44 с. (издательство не обозначено)
- Есенин С. А. Стихи (1920 – 24). – М.: Круг, 1924. – 86 с.
- Есенин С. А. Русь советская. – Баку: Бакинский рабочий, 1924. – 80 с.

1925
- Есенин С. А. Страна советская. – Тифлис: Советский Кавказ, 1925. – 62 с.
- Есенин С. А. Песнь о великом походе. – М.: Госиздат, 1925. – 32 с.
- Есенин С. А. О России и революции. – М.: Современная Россия, 1925. – 96 с.
- Есенин С. А. Берёзовый ситец. – М.: Госиздат, 1925. – 100 с.
- Есенин С. А. Избранные стихи. – М.: Огонёк, 1925. – 44 с. (Библиотека «Огонька» № 40)
- Есенин С. А. Персидские мотивы. – М.: Современная Россия, 1925. – 48 с.

### Посмъртно
Други издания
- Есенин С. А. Стихи и проза / Сост И. В. Евдокимов, 1927
- Есенин С. А. Стихотворения. – Л.: Сов. писатель, 1953. – 392 с. (Библиотека поэта. Малая серия. Изд. третье)
- Есенин С. А. Стихотворения и поэмы. – Л.: Сов. писатель, 1956. – 438 с. (Библиотека поэта. Большая серия. Второе изд.)
- Есенин С. А. Стихотворения и поэмы / Сост. и подгот. текста И. С. Эвентова и И. В. Алексахиной, примеч. И. В. Алексахиной. – Л.: Сов. писатель, 1986. – 464 с. (Библиотека поэта. Большая серия. Изд. третье)

Събрани съчинения
- Есенин С. А. Собрание стихотворений в 3 т. – М.: Госиздат, 1926;
- Есенин С. А. Собрание сочинений в 5 т. – М.: Гослитиздат, 1961 – 1962, 500 000 экз.
- Есенин С. А. Собрание сочинений в 5 т. – 2-е изд. – М.: Худож. лит., 1966 – 1968, 500 000 экз.
- Есенин С. А. Собрание сочинений в 3 т. – М.: «Правда», 1970, 1 940 000 экз. (серия "Библиотека «Огонёк»);
- Есенин С. А. Собрание сочинений в 3 т. – М.: «Правда», 1977, 375 000 экз. (серия "Библиотека «Огонёк»);
- Есенин С. А. Собрание сочинений в 6 т. – М.: Худож. литература, 1977 – 1980, 500 000 экз.
- Есенин С. А. Собрание сочинений в 3 т. – М.: «Правда», 1983, 700 000 экз. (серия "Библиотека «Огонёк»);
- Есенин С. А. Полное собрание сочинений. В 7 томах / Главный редактор Ю. Л. Прокушев. — М.: Наука, Голос, 1995—2000. (Российская академия наук. Институт мировой литературы им. А. М. Горького):

- Т. 1. Стихотворения;
- Т. 2. Стихотворения («маленькие поэмы»);
- Т. 3. Поэмы;
- Т. 4. Стихотворения, не вошедшие в «Собрание стихотворений»;

- Т. 5. Проза;
- Т. 6. Письма;
- Т. 7. Автобиографии, дарственные надписи, фольклорные записи, литературные манифесты и др., хронологическая канва жизни и творчества, справочные материалы) ISBN 5-02-011245-3

### На български език
- Инония : Поема, изд. „Аврора“, 1926 (превод: Ламар)
- Избрани стихотворения и поеми, изд. „Народна култура“, 1964 (превод: Христо Радевски)
- Зорничка : [Стихотворения за деца], изд. „Бълг. художник“, 1967 (превод: Ана Александрова)
- Избрани стихотворения и поеми, изд. „Народна култура“, 1969
- Избрани стихотворения и поеми, изд. „Народна култура“, 1972
- Лирика, изд. „Народна култура“, 1980
- "Сергей Есенин. Стихотворения. Поеми”, изд. „Народна култура“, 1984 (превод: Иван Николов)
- „Персийски мотиви : Лирика“, изд. „Христо Ботев“, 1993 (превод: Първан Стефанов)
- „Москва Кабацка или Моят Есенин“, изд. „Соранг“, 1996 (превод: Иванко Николов)
- „Кучи син“, изд. Соранг, 2001 (превод: Иванко Николов)
- „Зове ме земният глагол“, изд. Соранг, 2002 (превод: Иванко Николов)
- „Изповед на хулигана : Лирика“, изд. " Касиопея", 2007 (превод: Борис Данков)
- „В нощите лунни“, изд. „Дамян Яков“, 2009 [1]
- „Поезия : стихове за природата и любовта“, изд. „Луна“, 2016 (превод: Мария Шандуркова)
- „Лирика“, ИК Жажда, 2020 (превод: Мария Шандуркова)
- Анна Снегина (Ана Снегина ISBN 978-5-7380-0336-3)
- Песен за великия поход (Песнь о великом походе) Архив на оригинала от 2014-04-26 в Wayback Machine. Поема. Българския превод и руския оригинал са изложени в две колони.